# Синя жаба дърволаз
Сините жаби дърволази (Dendrobates azureus) са вид земноводни от семейство Дърволази (Dendrobatidae).
Срещат се в североизточните части на Южна Америка.
Таксонът е описан за пръв път от френския натуралист и зоолог Жорж Кювие през 1797 година.